# McKinley Wright
McKinley Wright IV (Minneapolis, Minnesota; 25 de octubre de 1998) es un jugador de baloncesto estadounidense que pertenece a la plantilla del KK Budućnost de la ABA Liga. Con 1,80 metros de estatura, juega en la posición de base.

## Trayectoria deportiva

### Universidad

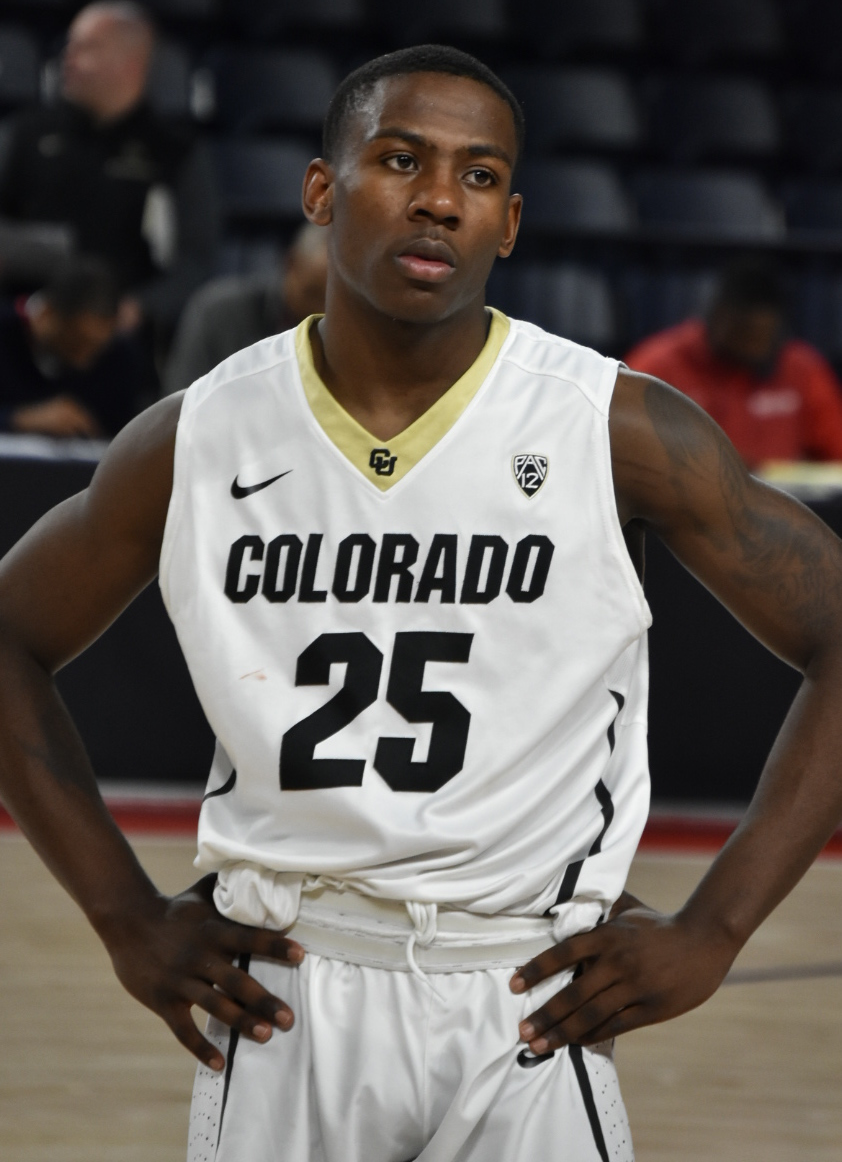
McKinley Wright con Colorado en 2017.

Jugó cuatro temporadas con los Buffaloes de la Universidad de Colorado, en las que promedió 14,2 puntos, 4,9 rebotes, 5,2 Asistencias y 1,1 robos de balón por partido. En su primera temporada repartió 175 asistencias, rompiendo el récord de la universidad para un freshman que tenía Chauncey Billups con 143. Al término de la temporada, se ejercitó con el propio Billups para mejorar su tiro exterior.
Tras haber sido incluido en su primera temporada en el mejor quinteto de novatos, en las tres restantes apareció en el mejor quiteto absoluto de la Pac-12 Conference. Al término de la temporada 2020-21, se declaró elegible para el draft de la NBA.

#### Estadísticas
| Año     | Equipo   | PJ  | PT  | MPP  | %TC  | %3P  | %TL  | RPP | APP | ROB | TPP | PPP  |
| ------- | -------- | --- | --- | ---- | ---- | ---- | ---- | --- | --- | --- | --- | ---- |
| 2017–18 | Colorado | 32  | 31  | 32.6 | .451 | .304 | .770 | 4.7 | 5.5 | 1.0 | .4  | 14.2 |
| 2018–19 | Colorado | 35  | 35  | 32.4 | .494 | .365 | .807 | 4.9 | 4.8 | 1.1 | .2  | 13.0 |
| 2019–20 | Colorado | 32  | 32  | 34.9 | .448 | .336 | .792 | 5.7 | 5.0 | 1.1 | .3  | 14.4 |
| 2020–21 | Colorado | 32  | 32  | 32.6 | .480 | .301 | .844 | 4.3 | 5.7 | 1.1 | .3  | 15.2 |
| Total   | Total    | 131 | 130 | 33.1 | .467 | .328 | .803 | 4.9 | 5.2 | 1.1 | .3  | 14.2 |

### Profesional
Tras no ser elegido en el Draft de la NBA de 2021, el 6 de agosto firmó un contrato dual con los Minnesota Timberwolves que le permite jugar también en el filial de la G League, los Iowa Wolves. Debutó en el primer encuentro de la temporada el 20 de octubre ante Houston Rockets anotando un triple, pero únicamente disputó 5 encuentros en toda la temporada.
Wright se sumó a los Phoenix Suns para jugar la Liga de Verano de 2022. En septiembre de 2022, firmó un contrato no garantizado para participar de la pretemporada de los Dallas Mavericks. Antes del inicio de la temporada, el 15 de octubre, los Mavericks convirtieron su contrato en uno dual.
El 22 de julio de 2023 firmó con Budućnost VOLI de la KK Budućnost de la ABA Liga y la Liga Montenegrina.

## Estadísticas de su carrera en la NBA

### Temporada regular
| Año     | Equipo    | PJ | PT | MPP  | %TC  | %3P  | %TL  | RPP | APP | ROB | TPP | PPP |
| ------- | --------- | -- | -- | ---- | ---- | ---- | ---- | --- | --- | --- | --- | --- |
| 2021-22 | Minnesota | 5  | 0  | 3.8  | .667 | .500 | —    | .0  | .6  | .0  | .0  | 1.0 |
| 2022-23 | Dallas    | 27 | 1  | 12.4 | .469 | .321 | .684 | 1.7 | 2.1 | .3  | .2  | 4.2 |
| Total   | Total     | 32 | 1  | 11.1 | .475 | .333 | .684 | 1.5 | 1.9 | .3  | .2  | 3.7 |